# Estadio Azadi
El Estadio Azadi (en persa استاديوم آزادی) es el estadio más grande de Irán. Se localiza en la zona oeste de Teherán, la capital del país. Desde 2016 tiene una capacidad de 78 116 espectadores (aunque de 1973 a 2003 fue de más de cien mil) y fue construido para hospedar los Juegos Asiáticos de 1974. El estadio es parte del Complejo Deportivo Azadi, y está rodeado por un río, campos de entrenamiento de fútbol, facilidades de natación y canchas techadas de voleibol y fútbol sala, entre muchas otras instalaciones. En este estadio es donde se juegan la mayoría de los partidos oficiales de la selección de fútbol de Irán y los partidos importantes de la Copa del Golfo Pérsico (o Liga Premier de Irán). El estadio es compartido por los dos clubes más populares del país, que son el Esteghlal FC y el Persépolis FC.

## Historia
El estadio anteriormente fue llamado Estadio Aryamehr en honor al antiguo Sha de Irán, pero después de la Revolución iraní se cambió a Azadi (que significa "libertad"). El estadio es fácilmente accesible para la mayoría de los habitantes de la ciudad; aunque anteriormente a las mujeres se les tenía prohibido el ingreso debido a las leyes islámicas, el presidente de Irán Mahmud Ahmadineyad les otorgó en 2006 el derecho de ingresar a este y los demás recintos deportivos del país.

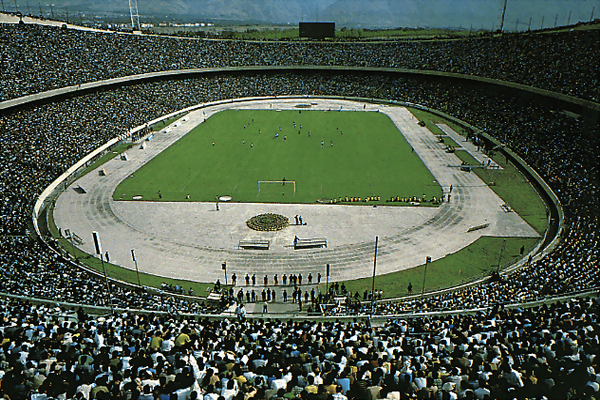
El estadio Azadi en 1991.

En 2002 se instalaron 35 000 asientos en el nivel inferior del estadio —donde hasta entonces sólo había habido gradas—, el pasto de la cancha fue replantado y se instaló debajo de la misma un sistema de calefacción subterráneo. La administración del estadio también planea instalar asientos en la parte superior del inmueble. Las remodelaciones fueron completadas en 2003, reduciendo la capacidad del estadio a 90 000 espectadores (una reducción del 10%). En 2004 una pantalla gigante fue añadida, reemplazando al tablero original. Esta pantalla, con una superficie total de alrededor de 300 m² y área de pantalla de 104 m² —siendo sus dimensiones 20 x 7.5 m— es una de las más grandes del mundo. A pesar de que su cupo fue disminuido, se han vuelto a registrar entradas de más de 100 000 espectadores en el Estadio Azadi en algunas ocasiones, como sucedió en el partido de calificación a la Copa Mundial de Fútbol de 2006 entre Irán y Japón en marzo de 2005. Al término de aquel partido, que los locales ganaron 2:1, al menos cinco personas murieron y más de cuarenta resultaron heridas. La causa de la tragedia fue una avalancha de gente que tuvo lugar al término del encuentro, provocada posiblemente por el sobrecupo que había en el estadio, mismo que causó que las víctimas fueran pisoteadas por la gente que salía del recinto.

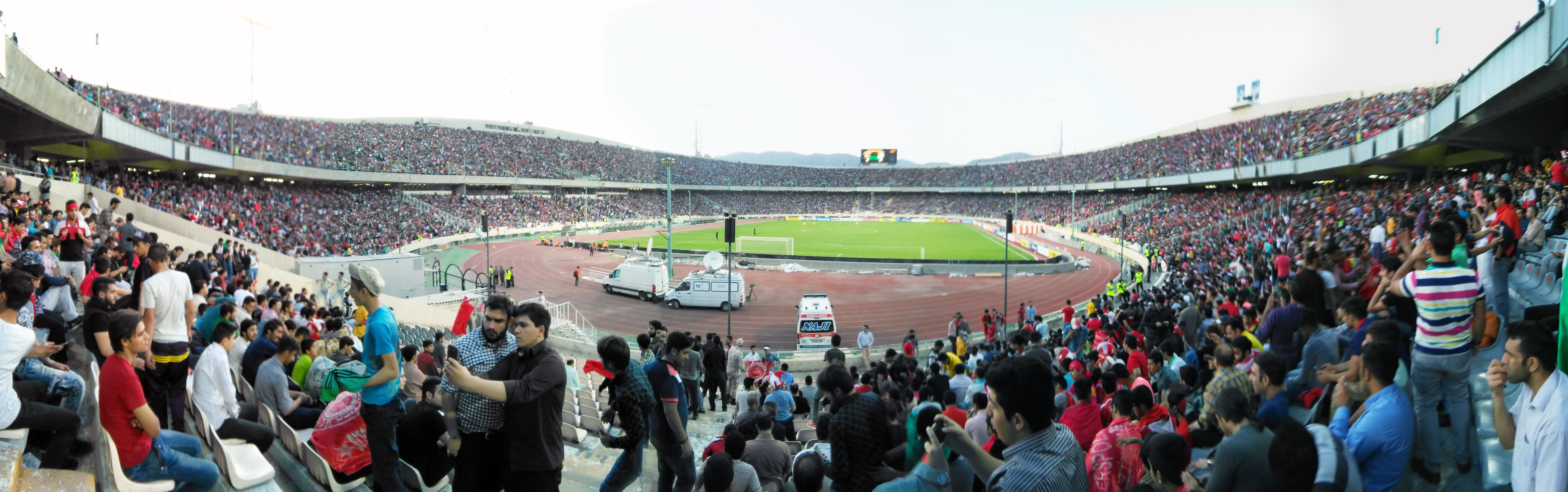
Panorámica del estadio.